# Mate Boban

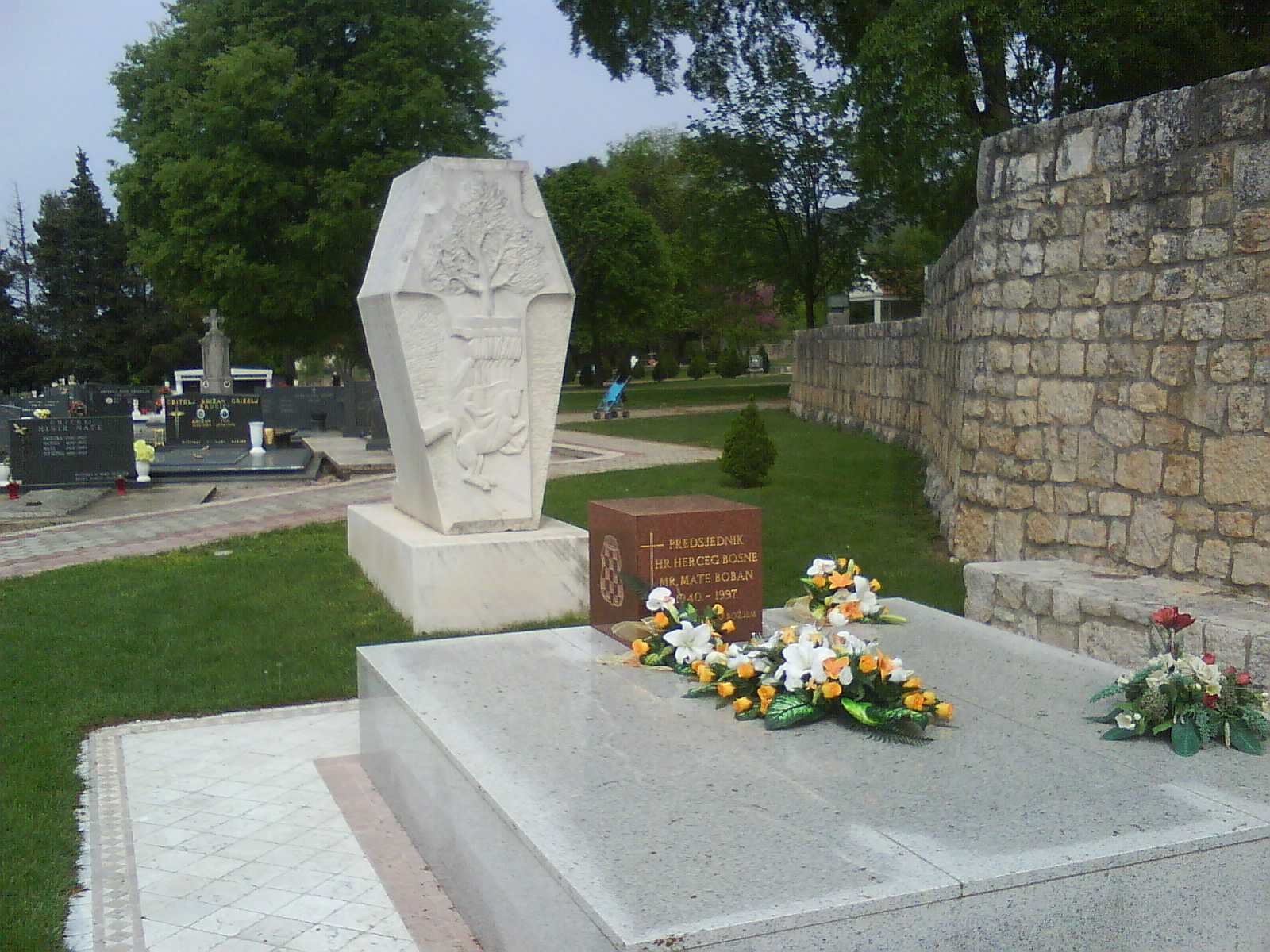
Grób Mate Bobana

Mate Boban (ur. 12 lutego 1940 w Sovići, zm. 7 lipca 1997 w Mostarze) – przywódca bośniackich Chorwatów podczas wojny w Bośni. Prezydent samozwańczej Chorwackiej Republiki Herceg-Bośni ze stolicą w Mostarze. Zmarł w Mostarze po udarze mózgu.